# Ricardo Leoncio Elías Arias
Ricardo Leoncio Elías Arias (12. september 1874 – 20. marts 1951) var Perus præsident fra 1. marts til 5. marts 1931.